# Stade Louis II
Stade Louis II je stadion koji se nalazi u monegaškom okrugu Fontvieille. Prvenstveno je namijenjen nogometnim utakmicama te je dom kluba AS Monaco te nogometne reprezentacije Monaca. Do 2013. su se redovito održavale utakmice Superkupa Europe.
U prošlosti je stadion bio i domaćin finala Svjetskog atletskog prvenstva dok su se neka natjecanja morala odvijati drugdje zbog relativno malog kapaciteta stadiona.
Izvorni stadion Stade Louis II je otvoren 1939. kao dom AS Monaca. Današnji Stade Louis II je izgrađen početkom 1980-ih u neposrednoj blizini starog stadiona, a otvoren je 11. svibnja 1985. Trenutni kapacitet stadiona iznosi 18.500 mjesta (sva su sjedeća) te je time prilično velik s obzirom na broj populacije Monaca (oko 30.500 stanovnika).
Velika većina stadiona se nalazi pod zemljom s velikim parkiralištem ispred.
Stadion je dobio ime po Louisu II., monegaškom princu koji je bio suvereni princ kneževine Monaco u vrijeme kada je prvi stadion Stade Louis izgrađen 1939. Također, stadion se prikazivao u ranijim izdanjima serijala videoigara Pro Evolution Soccer i FIFA.
Stadion Louis II ima veliki uredski kompleks unutar kojeg se nalazi sjedište te se održava nastava sveučilišta International University of Monaco koje je specijalizirano za poslovno obrazovanje.

## Incident
31. svibnja 2004. dogodila se, vjerojatno namjerno uzrokovana eksplozija zbog koje su oštećeni Stade Louis II i zgrada La Ruche u njegovoj blizini. Nije bilo ozlijeđenih, a odgovornost za napad je ostala nejasna. Na nekim dijelovima stadiona šteta je bila relativno velika dok je 1. lipnja 2004. monegaška Vlada najavila da će uložiti sredstva za popravak štete uzrokovane eksplozijom. Taj incident je predstavio jednu od rijetkih iznimki u kneževini po pitanju sigurnosti i nasilja u Monacu.

## Vanjske poveznice
- Stade Louis II (en.Wiki)